# Злоткі (Венґровський повіт)
Злоткі (пол. Złotki) — село в Польщі, у гміні Садовне Венґровського повіту Мазовецького воєводства.
Населення — 285 осіб (2011).
У 1975-1998 роках село належало до Седлецького воєводства.

## Демографія
Демографічна структура станом на 31 березня 2011 року:
|          | Загалом | Допрацездатний вік | Працездатний вік | Постпрацездатний вік |
| -------- | ------- | ------------------ | ---------------- | -------------------- |
| Чоловіки | 146     | 40                 | 93               | 13                   |
| Жінки    | 139     | 33                 | 70               | 36                   |
| Разом    | 285     | 73                 | 163              | 49                   |